# ジルベルト・ジル
ジルベルト・ジル（Gilberto Gil、1942年6月26日 - ）は、ブラジルのミュージシャン、政治家。
音楽活動では、カエターノ・ヴェローゾと共に、トロピカリア（トロピカリズモ）というムーヴメントを牽引し、MPBの重要人物の一人として評価されている。ボサノヴァに影響を受けて音楽活動を開始したが、その後ロック、ソウル、レゲエ、アフリカ音楽等、様々なジャンルの音楽を吸収していった。
政治家としては、1988年よりサルヴァドールの市議会議員を務め、2003年から2008年にかけて、ルイス・イナシオ・ルーラ・ダ・シルヴァ政権においてブラジルの文化大臣を務めたことで知られる。

## 来歴

### デビュー前
バイーア州サルヴァドールでアフリカ系ブラジル人の家庭に生まれた。父は医師。ジルベルトは1970年代以降、自身がアフリカ系であることを強く意識した活動を行うようになる。父の仕事の関係で、幼少期をバイーア州の農村で過ごし、1950年頃、サルヴァドールにある親戚の家に移る。この頃にアコーディオンを始め、その後作曲も行うようになる。
ジルベルトはバイーア連邦大学に進学し、経営学を学ぶ。当時、後にトロピカリア運動を共に牽引する盟友となるカエターノ・ヴェローゾも同じ大学の哲学科で学んでいた。この頃ラジオでジョアン・ジルベルトを聴いて衝撃を受けたジルベルトは、ギターを買ってボサノヴァを歌うようになる。在学中にはコマーシャルソングの制作等も行った。
1965年、石けん製造会社への就職を機にサンパウロに移る。翌年、エリス・レジーナに依頼され、エリスのテレビ番組のために作曲を行い、ジルベルトがエリスに提供した楽曲「Louvação」がヒット。ジルベルト自身も、デビュー・アルバムで同曲をセルフ・カヴァーしている。そして、ジルベルトは会社を辞め、音楽に専念していく。

### 1967年 - 1969年
1967年、デビュー・アルバム『Louvação』発表。そして、ジルベルトとカエターノ・ヴェローゾは、ビートルズの『サージェント・ペパーズ・ロンリー・ハーツ・クラブ・バンド』に衝撃を受け、ムタンチス、ナラ・レオン、ガル・コスタ等も加えて、トロピカリアというムーヴメントを代表するコラボレーション・アルバム『Tropicalia ou Panis et Circenses』（1968年）を発表。同作は、ブラジル初のコンセプト・アルバムとして評価されている。特にムタンチスとは自身のセカンド・アルバム『Gilberto Gil (Frevo Rasgado)』（1968年）でも共演した。
しかし、ジルベルトの先進的な音楽は、時に論争の的となった。1968年、ブラジルの歌謡祭の予選でソウルミュージックからの影響を反映した「Questão de Ordem」を歌った際、学生達からブーイングが起こり、ジルベルトは落選。トロピカリアに好意的だった新聞記者のネルソン・モッタでさえ、10月14日付のウルチマ・オーラ(Última Hora)紙で、この時のパフォーマンスを批判。一方、10月24日付のコヘイオ・ダ・マニャン(Correio da Manhã)紙では、好意的なコメントが寄せられた。更に、当時の軍事政権から危険人物とみなされ、1968年12月27日、ジルベルトとカエターノ・ヴェローゾは、理由も明らかにされないまま逮捕された。2人は、1969年7月20日から21日にかけて共演ライヴを行い（この時の模様は、1972年にライヴ・アルバム『Barra 69 - Caetano e Gil Ao Vivo na Bahia』として発表される）、間もなくロンドンに亡命した。

### 1970年代 - 1990年代
1970年、ワイト島音楽祭に出演。亡命先のロンドンで制作したアルバム『Gilberto Gil (Nega)』（1971年）では、英語詞の楽曲が披露され、ブラインド・フェイスのカヴァー「Can't Find My Way Home」等を収録。この頃、ジルベルトはレゲエに傾倒していく。
1972年1月、ブラジルに帰国。同年発表のアルバム『Expresso 2222』からは、「Back in Bahia」や「Oriente」がシングル・ヒット。1975年のアルバム『Gil e Jorge』には、ジョルジ・ベンと共に行ったジャム・セッションが収録された。
1979年のアルバム『Realce』には、ボブ・マーリーの歌唱で知られる「ノー・ウーマン、ノー・クライ」をポルトガル語でカヴァーした「Não Chore Mais」収録。同曲はシングルとして大ヒットした。1980年、ジミー・クリフと共にブラジル・ツアーを行う。1981年には、カエターノ・ヴェローゾやマリア・ベターニアと共に、ジョアン・ジルベルトのアルバム『Brasil』（邦題:海の奇蹟）にゲスト参加。
1986年、初の日本公演を行う。東京公演の模様は、後にライヴ・アルバム『Ao Vivo Em Tóquio (Live in Tokyo)』として発表された。1988年から1992年にかけて、サルヴァドールの市議会議員を務める。
トゥーツ・シールマンスが1992年から1993年に発表した『The Brasil Project』『The Brasil Project, Vol.2』に、ゲスト・ミュージシャンの一人としてジルベルトも参加。
1990年代におけるトロピカリアの再評価を受け、ジルベルトとカエターノ・ヴェローゾはコラボレーション・アルバム『Tropicália 2』（1993年）発表。両者の新曲の他、ジミ・ヘンドリックスのカヴァー「Wait Until Tomorrow」等を収録。2人は、1994年6月から7月にかけて、アメリカやヨーロッパでもコンサート・ツアーを行った。
ジルベルトは早い段階からインターネットに注目していた。1996年4月には公式サイトを開設。同年12月14日には、自身のライヴをインターネットで同時中継するという、ブラジルのミュージシャンとしては初の試みを行った。
1998年発表のライヴ・アルバム『Quanta Gente Veio Ver: Ao Vivo』は、グラミー賞の最優秀ワールド・ミュージック・アルバム部門を受賞、ジルベルトにとって初のグラミー受賞作となった。1999年、美術家のベネー・フォンテレスの監修により、ジルベルトをモチーフとしたアート・ブック『GiLuminoso: A po.ética do Ser』が出版された。同書の付録CDは、ジルベルトが自作曲のセルフ・カヴァーをギター弾き語りだけで録音した内容で、2006年には『Gil Luminoso』という単体のアルバムとして発売される。

### 2000年代以降

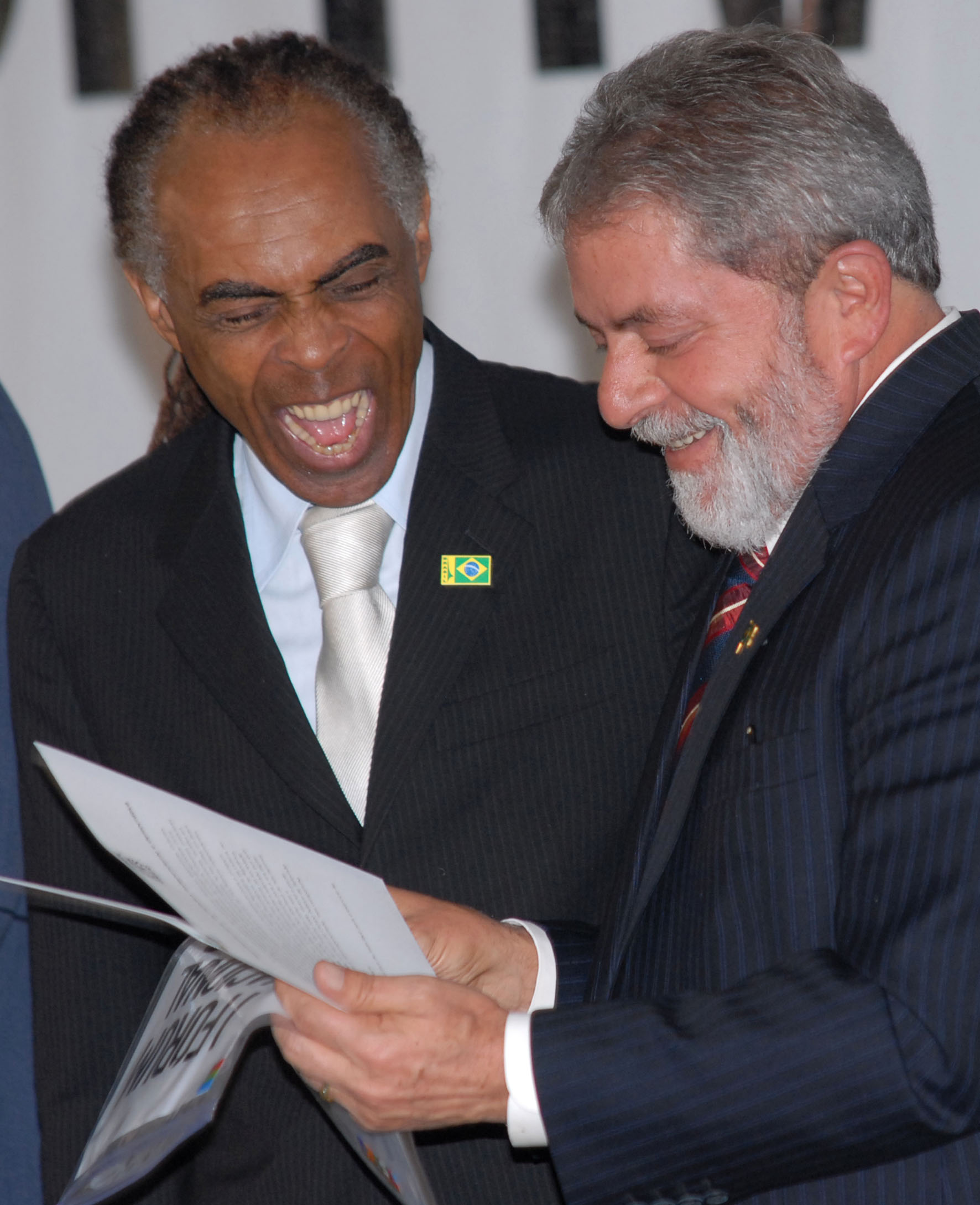
ジルベルト・ジル（左）とルイス・イナシオ・ルーラ・ダ・シルヴァ（右）（2007年）

ジルベルトは、2000年公開の映画『私の小さな楽園』（原題:Eu Tu Eles、監督:アンドルーチャ・ワディントン）の音楽を担当し、Cinema Brazil Grand Prizeの音楽賞にノミネートされた他、サウンドトラック・アルバムはラテン・グラミー賞のBrazilian Roots/Regional Album部門を受賞。同年、ミルトン・ナシメントとの連名によるアルバム『Gil e Milton』発表。2人はエリス・レジーナを介して1966年に知り合い、長年の友人だったが、公式のアルバムで共演したのは、この時が初めて。両者が共作した新曲、ビートルズやジョルジ・ベン等のカヴァーの他、互いの代表曲をカヴァーし合うという趣向も含まれている。
ラウラ・パウジーニのベスト・アルバム『ヴェリー・ベスト・オブ・ラウラ・パウジーニ』（2001年）に収録されている「Seamisai (Sei que me amavas)」（邦題:愛していればわかること）の新録ヴァージョンでは、ジルベルトとラウラのデュエットがフィーチャーされた。2002年には、キングストンでレコーディングされたボブ・マーリーのトリビュート・アルバム『Kaya N'Gan Daya』を発表。同作にはアイ・スリーズやスライ&ロビー等がゲスト参加。
2002年、ブラジル大統領に選出されたルイス・イナシオ・ルーラ・ダ・シルヴァによって、ジルベルトは文化大臣に任命され、2003年には正式に就任。政治家としては、インターネットの環境整備などに貢献。ジルベルトは、大臣としての仕事と並行して音楽活動も続け、2004年のツアーの模様を収録したライヴ・アルバム『Eletrácustico』（大臣就任後としては初のアルバム）は、2006年の第48回グラミー賞において最優秀コンテンポラリー・ワールド・ミュージック・アルバム賞
を受賞した。
2007年、大臣就任後としては初の新曲「Banda Larga Cordel」の弾き語り映像をYouTubeにアップ。2008年には、同曲の別ヴァージョンも含むアルバム『Banda Larga Cordel』発表。そして、ジルベルトは音楽活動が多忙になり、文化大臣との両立が難しくなったという理由で、2008年7月30日、大統領に文化大臣辞任の意志を表明し、辞任を承認される。同年9月の日本公演では、宮沢和史がスペシャル・プレゼンターとして参加し、9月15日に「横浜赤レンガパーク」において行われたイベント「10,000SAMBA!〜日伯移民100周年記念音楽フェスタ〜」ではTHE BOOM等と共に「島唄」を歌った。
2015年末、第58回グラミー賞において最優秀ワールド・ミュージック・アルバムに『Gilbertos Samba Ao Vivo』が、翌年の2016年第59回グラミー賞において同部門に『Dois Amigos, Um Seculo De Musica: Multishow Live』がノミネートされた。

## ディスコグラフィ

### スタジオ・アルバム
- 1967〜ロウヴァサォン - Louvação（1967年）
- 1968〜日曜日の公園で - Gilberto Gil (Frevo Rasgado) （1968年）
- 1969〜セレブロ・エレトローニコ - Gilberto Gil (Cérebro Eletrônico) （1969年）
- Copacabana Mon Amour（1970年）
- 1971〜イン・ロンドン - Gilberto Gil (Nega) （1971年）
- 1972〜エスプレッソ2222 - Expresso 2222（1972年）
- Refazenda（1975年）
- Refavela（1977年）
- Refestança（1978年）
- ナイチンゲール - Nightingale（1979年）
- ヘアルシ - Realce（1979年）
- ルアール - Luar (A Gente Precisa Ver o Luar)（1981年）
- ウン・バンダ・ウン - Um Banda Um（1981年）
- Extra（1983年）
- Quilombo (Trilha Sonora)（1984年）
- Raça Humana（1984年）
- Dia Dorim Noite Neon（1985年）
- Gilberto Gil Em Concerto（1987年）
- Trem Para As Estrelas (Trilha Sonora)（1987年）
- 永遠の神 - O Eterno Deus Mu Dança（1989年）
- パラボリック - Parabolicamará（1991年）
- Z: 300 Anos de Zumbi（1995年）
- Indigo Blue（1997年）
- クワンタ - Quanta（1997年）
- O Sol de Oslo（1998年）
- As Canções de Eu, Tu, Eles（2000年）

映画『私の小さな楽園』サウンドトラック
- ノー・ウーマン、ノー・クライ〜ボブ・マーリーに捧ぐ - Kaya N'Gan Daya（2002年）
- 声とギター ジル・ルミノーゾ - Gil Luminoso（2006年）
- バンダ・ラルガ・コルデル - Banda Larga Cordel（2008年）
- Fé na Festa（2010年）
- ジルベルトス・サンバ - Gilbertos Samba（2014年）

### ライヴ・アルバム
- 1974〜ライヴ - Gilberto Gil Ao Vivo（1974年）
- モントルーのライヴ - Gilberto Gil Ao Vivo Em Montreux（1978年）
- Ao Vivo Em Tóquio (Live in Tokyo)（1988年）
- アコースティック - Acoustic（1994年）
- Esoterico: Live in USA 1994（1995年）
- Oriente: Live in Tokyo（1995年）
- Em Concerto（1996年）
- ライヴ! - Quanta Gente Veio Ver: Ao Vivo（1998年）
- São João Vivo（2001年）
- Eletrácustico（2004年）
- Ao Vivo（2005年）
- BandaDois（2009年）
- Fé na Festa: Ao Vivo（2010年）
- Concerto de cordas e Maquinas de Ritmo（2012年）
- Gilbertos Samba ao vivo（2015年）

### コラボレーション・アルバム
- トロピカリア - Tropicalia ou Panis et Circenses（1968年）

カエターノ・ヴェローゾ、ムタンチス、ナラ・レオン、ガル・コスタ、トン・ゼー等とのコラボレーション作品
- バーハ69 - Barra 69 - Caetano e Gil Ao Vivo na Bahia（1972年）

カエターノ・ヴェローゾとの連名によるライヴ・アルバム
- ブラジリアン・ホット・デュオ - Gil e Jorge（1975年）

ジョルジ・ベンとの連名
- 海の奇蹟 - Brasil（1981年）

ジョアン・ジルベルト、カエターノ・ヴェローゾ、マリア・ベターニアとの連名
- トロピカリア2 - Tropicália 2（1993年）

カエターノ・ヴェローゾとの連名
- ジル&ミルトン - Gil e Milton（2000年）

ミルトン・ナシメントとの連名
- Trinca de Ases (2018年)

ガル・コスタ, Nando Reisとの連名

### コンピレーション・アルバム
- ベスト・オブ・ジルベルト・ジル - Best of Gilberto Gil（1990年）
- 進化〜ザ・ベリー・ベスト・オブ・ジルベルト・ジル（1997年）
- グレイテスト・ヒッツ - The Definitive Gilberto Gil Bossa Samba & Pop（2002年）